# Occidentalisation

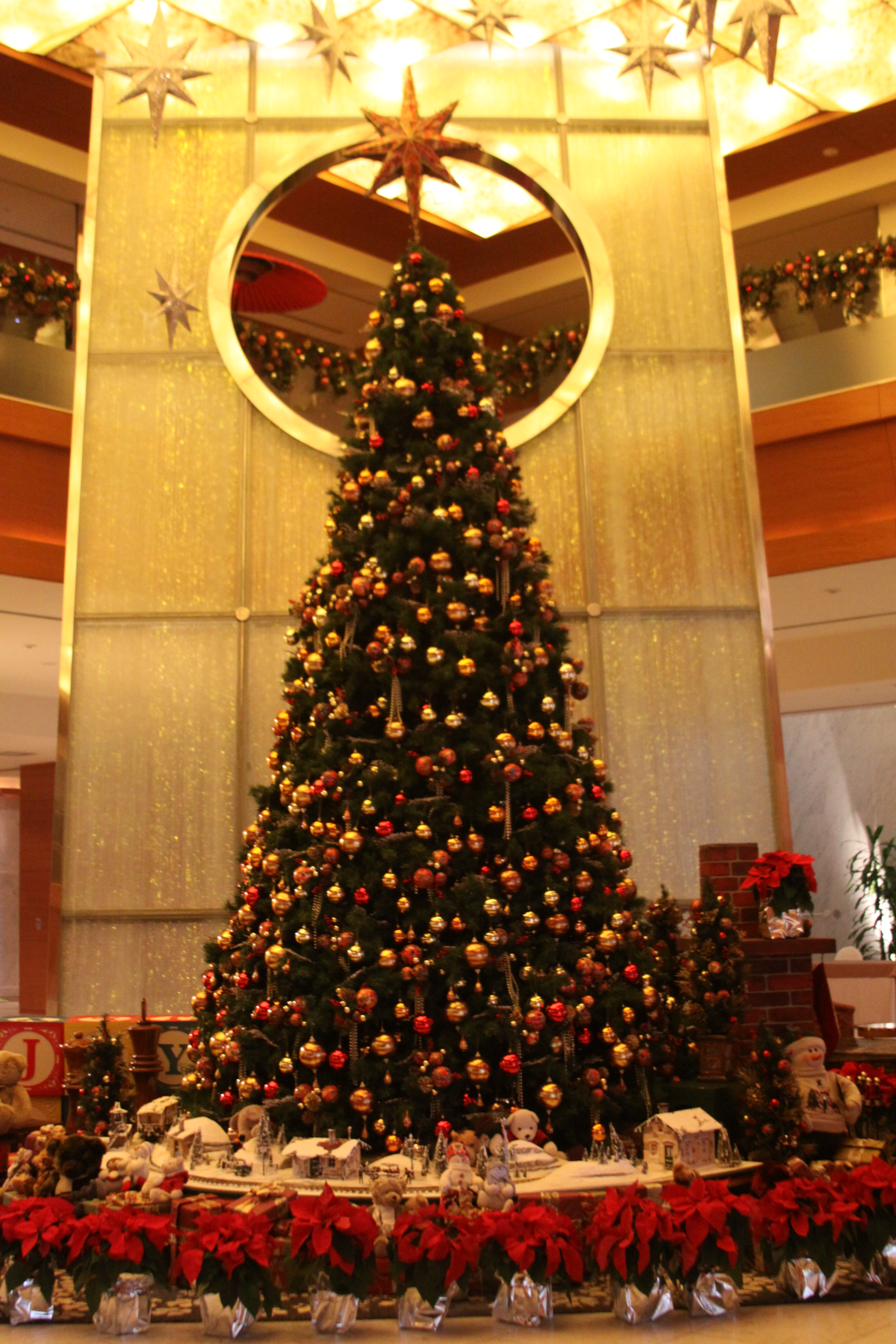
Sapin de Noël, une tradition païenne puis Chrétienne Occidentale, rattachée à Noël, fête d'origine romaine, érigé à Kyōto au Japon.

L'occidentalisation est un concept utilisé pour désigner l'influence que certains pays d'Europe, puis les États-Unis, ont exercé sur l'ensemble du monde depuis l'époque des grandes découvertes.
Globalement, on considère que les pays d'Europe, de l'Amérique du Nord et de l'Océanie constituent le socle de l'« Occident » mais ce terme est régulièrement critiqué. A fortiori, le terme « occidentalisation » est lui-même fréquemment utilisé de manière polémique pour exprimer l'idée que les puissances mondiales successives (l'Espagne et le Portugal au XVIe siècle, les Pays-Bas au XVIIe siècle, la Grande-Bretagne et la France au XIXe siècle, les États-Unis au XXe siècle...) auraient exercé leur influence de manière contraignante, soi-disant pour y diffuser la religion chrétienne ou y valoriser leurs cultures — et exclusivement pour cela — mais en réalité pour servir de purs intérêts économiques, le plus souvent alors par le biais d'une présence militaire et l'implantation de firmes multinationales.
De manière plus large, le terme est utilisé pour exprimer l'idée que l'ensemble des sociétés non-occidentales (Afrique, Moyen-Orient, Extrême-Orient, Amérique latine...) ont fini par adopter des traits culturels, organisationnels et/ou idéologiques qui, jusqu'alors, étaient spécifiques à l'Occident.
Il faut distinguer le concept d'occidentalisation de l'idée d’occidentalocentrisme, tendance ethnocentriste consistant, au sein même des pays occidentaux, à surestimer les valeurs de l'Occident par rapport à d'autres, notamment dans l'enseignement.

## Évolution du concept
On entend généralement par « occidentalisation » le fait que, depuis la découverte de l'Amérique en 1492, la société occidentale s'impose auprès du reste du monde comme un « modèle ». Et l'on distingue alors quatre grandes phases :
- De la fin du XVe siècle au milieu du XXe siècle, l'époque du colonialisme, quand plusieurs pays d'Europe de l'Ouest étendent leur souveraineté sur des territoires situés sur d'autres continents, à la fois pour y diffuser la religion chrétienne et pour exploiter les terres à des fins d'intérêt économique. Le déclin de cette période s'amorce en 1947, avec le mouvement de décolonisation de l'Inde en 1947.
- À la fin de la Seconde Guerre mondiale, quand les États-Unis deviennent la première puissance industrielle mondiale, le concept d'occidentalisation est étroitement associé à ceux d'américanisation et d'impérialisme américain.
- À la fin du XXe siècle, quand s'effondre l'idéologie communiste (accession de la Chine à l'économie de marché puis dislocation de l'URSS) et que le capitalisme gagne l'ensemble de la planète, le concept est lié à celui de la mondialisation.
- Au début du XXIe siècle, notamment depuis les attentats du 11 septembre 2001 et les réactions « anti-occidentales » qui se manifestent dans certains pays musulmans (Afghanistan, Pakistan...), il est fréquemment associé à l'idée de « choc des civilisations », expression qui emprunte au titre d'un ouvrage paru aux États-Unis en 1996, souvent relayée par les médias de masse mais vivement critiquée par un grand nombre d'intellectuels.

Le concept d'occidentalisation est également associé à l'idéologie du progrès, et singulièrement du progrès technique (certains parlent de « technoculture »), et l'idéologie de la modernité.

## Un concept polémique
Le concept d'occidentalisation est sujet à polémique pour au moins deux raisons.

### Un fait contesté
Si le fait même d'une influence des pays occidentaux sur le reste du monde est globalement incontesté, l'actualité de cette influence, en revanche, est remise en cause au début du XXe siècle.
En effet, dès les lendemains de la Première Guerre mondiale (conflit qui se révèle un des plus meurtriers de tous les temps), certains penseurs estiment qu'après avoir marqué le monde de leur empreinte, les pays occidentaux ne peuvent plus se promouvoir comme un modèle à suivre : ils vont au contraire perdre peu à peu de leur aura dans l'ensemble du monde. Le philosophe allemand Oswald Spengler inaugure cette grille de lecture : rédigés en 1918 et 1922 les deux volumes de son Déclin de l'Occident défendent la thèse du déclin de civilisation et, progressivement, vont déclencher un vaste débat chez les intellectuels européens, conduisant notamment à la remise en cause des concepts de « progrès » et de « modernité » ainsi qu'à une profonde crise identitaire.
D'autres penseurs, en revanche, considèrent que les pays occidentaux étant à l'initiative de toutes sortes d'innovations techniques génératrices de confort, ils vont conserver et même accroître leur attractivité auprès du reste du monde : « la plupart des gens, dans le monde, pensent que l’Occident représente le paradis qu’ils recherchent et ne rêvent que de l’imiter ».
Ces divergences sur l'actualité de l'occidentalisation en tant que fait soulèvent en définitive un véritable interrogation d'ordre éthique : quelles sont les « valeurs » de l'occident ?

### Un conflit de valeurs
En France, le terme « occidentalisation » ne se répand que dans les années 1980, sous l'impulsion de l'économiste Serge Latouche mais l'idée à laquelle il renvoie se développe dès les lendemains de la Seconde guerre mondiale, quand s'amorce le processus de décolonisation.
En France, le débat s'articule progressivement autour d'une question : si les pays occidentaux se retirent politiquement et militairement du reste du monde, ne doivent-ils pas s'y maintenir sur le plan culturel ? À cet égard, les positions sont très contrastées, allant d'une volonté de « défendre les valeurs de l'Occident », coûte que coûte, jusqu'à la prédication de sa disparition.
- Certains adoptent des positions défensives particulièrement virulentes, tels les animateurs de la revue d'extrême-droite Défense de l'Occident, active de 1952 à 1982.
- D'autres, se réclamant du christianisme, estiment que l'Occident peut et doit rester une référence sur la planète, mais non pas de façon « défensive », conservatrice, au nom de prétendues « valeurs chrétiennes », mais de façon créative : « L'idée d'une défense de l'Occident est une absurdité. La conservation historique de valeurs définitivement acquises est un faux problème. Au reste, la défense spirituelle est proche de la défense militaire »[12].
- Considérant que l'Occident est à l'origine de tous les maux de la planète depuis cinq siècles, d'autres posent la nécessité d'un mouvement d'autocritique sans concession et se prononcent en faveur du multiculturalisme (c'est notamment le cas de Serge Latouche).
- Au début du XXIe siècle, plus radicaux encore, d'autres, prédisent la « mort » pure et simple de l'occident au bénéfice de l'islam[13],[14]. Dès les attentats du 11 septembre 2001, plusieurs journalistes et essayistes assimilent ceux-ci à une « guerre contre l'Occident »[15].

Quelques penseurs en appellent à un sens des nuances ; notamment Jacques Ellul, dès les années 1970. Tout en reconnaissant que les pays occidentaux sont depuis longtemps porteurs de clivages et de conflits meurtriers, il estime qu'ils ont également été à l'origine de valeurs positives, par exemple les libertés individuelles et la démocratie. Et il considère que la dénonciation de l'occident par les occidentaux confine à l'auto-flagellation, voire à la « trahison ». Selon lui, si ce mouvement d'auto-dévalorisation devait se confirmer, il conduirait immanquablement à des désordres plus importants que ceux précédemment causés par l'Occident,. Dans les années 2000, Pascal Bruckner s'inscrit dans cette mouvance.